# Jeffrey Walker
Jeffrey Walker (Melbourne, 10 luglio 1982) è un attore e regista australiano.

## Biografia

### Infanzia e carriera
Fratello minore di Donna Walker, Jeffrey ha iniziato la sua attività come attore ancora bambino, sul finire degli anni ottanta, partecipando, agli esordi, ad alcune serie televisive.
L'attore ha poi proseguito la sua carriera nel corso degli anni novanta e poi nel nuovo secolo, con diversi film, telefilm e produzioni varie.

### Vita privata[1]
Appassionato di sport oltre che di cinema,  amante dei Beatles per quanto riguarda i gusti musicali, tra le numerose attività sportive praticate da Walker nuoto, mountain bike, sci nautico.

## Riconoscimenti
Walker ha conseguito la vittoria di uno "Young Actor's Award" nel 1997 per la serie Il mondo di Wayne, e una nomination per gli "AFI Award" nel 2010.

## Filmografia parziale

### Attore
- House Rules, episodio "The Honourable Housewife" (1988)
- Dottori con le ali (The Flying Doctors), episodio "Dad's Little Bloke" (1989)
- The Man in the Blue and White Holden (1990)
- Istantanee (Proof) (1991)
- Good Vibrations (1992)
- Il faro incantato (Round the Twist), episodi vari (1993)
- Polizia squadra soccorso (Police Rescue), episodio "Rush Hour" (1993)
- Sky Trackers, episodio "Trees a Crowd" (1994)
- Halfway Across the Galaxy and Turn Left (1994)
- Ocean Girl, episodi vari (1994 - 1997)
- La saga dei McGregor (Snowy River: The McGregor Saga) (Banjo Paterson's The Man from Snowy River), episodio "The Railroad" (1995)
- Specchio del passato (Mirror, Mirror), episodi vari (1995)
- Blue Heelers - Poliziotti con il cuore (Blue Heelers) (1996), episodi: "A Fair Crack of the Whip: Part 1"; "A Fair Crack of the Whip: Part 2"
- Il mondo di Wayne (The Wayne Manifesto), episodi vari (1996 - 1997)
- Blue Heelers - Poliziotti con il cuore (Blue Heelers), episodio "Miracle at Rabbit Creek" (1999)
- Thunderstone, episodi vari (1999 - 2000)
- Spy Shop, episodi vari (2007)
- Il matrimonio di Ali (2017)

### Regista

#### Cinema
- The Portable Door (2023)

#### Televisione
- Neighbours – serial TV, 32 puntate (2003-2004)
- Wicked Science – serie TV, 5 episodi (2006)
- H2O (H2O: Just Add Water) – serie TV, 39 episodi (2006-2010)
- Dance Academy – serie TV, 8 episodi (2010)
- Angry Boys – serie TV, 12 episodi (2011)
- Modern Family – serie TV, 9 episodi (2013-2019)
- Difficult People – serie TV, 26 episodi (2015-2017)
- Young Rock – serie TV, 15 episodi (2021-2022)
- In the Clearing (The Clearing) – miniserie TV, 4 puntate (2023)
- The Artful Dodger – miniserie TV, 4 puntate (2023)
- Apple Cider Vinegar – miniserie TV, 6 puntate (2025)